# Евроденс
Евроденс (на английски: Eurodance) (известен още като Hands Up), е вид електронна денс музика, популярна главно в Европа през 90-те години на XX век. Тя комбинира елементите на хаус, техно, New beat, Hi-NRG и най-вече Итало и Диско музиката. В днешно време евроденс музиката включва модерни елементи от транс музиката.

## Дефиниция
Терминът евроденс е асоцииран със специфичен стил европейска денс музика, популярна през 90-те години на XX век. Често е свързвана с Евро-хаус и Евро-NRG музиката. В Европа този стил музика често е наричан Dancefloor или просто Dance.
Евроденс музиката е ориентирана към нощните клубове, но в същото време звучи достатъчно комерсиално, за да бъде излъчвана по музикалните радиостанции в цял свят.

## Възникване
Стилът се заражда около 1991 г., като едни от първите хитови евроденс сингли са Snap! - Rhythm Is A Dancer, Culture Beat - Mr. Vain, 2 Unlimited - Twilight Zone и DJ BoBo - Somebody Dance With Me. През 1994 г. броят на издадените сингли поставя рекорди.
Най-голям брой евроденс сингли са издадени в страните Италия, Германия и Швеция. В Италия се сформират най-голям брой денс формации (проекти). Вокалистки като Alessia Aquilani, Clara Moroni, Annerly Gordon, Sandra Chambers, Viviana Presutti и т.н. оформят „лицето“ на италианския денс. Проекти като ICE MC, Alexia, Double You, Corona, Antares, Jinny, Netzwerk са типични представители на денс вълната през 90-те години в Италия. Огромен успех жънат и немски проекти, сред които Masterboy, Pharao, Fun Factory, Culture Beat, La Bouche и т.н. Холандия е представена от 2 Unlimited, които залагат на мощен глас и електронни барабани, които произвеждат истинския звук от барабан. Техният саунд е по-близък до 80-те от периода 1991 – 1994, когато силно започва да се усеща влиянието на евроденс музиката в песните им.
През 1997 – 1998 г. транс музиката (ATB, Fragma, Sash! и т.н.) и bubble gum (Aqua, Hit 'N' Hide, Daze, Vengaboys и т.н.) добиват голяма известност и окончателно изместват евроденса от класациите. Именно поради тази причина този период се счита за края на евроденса в класическия му вариант.

## Структура
Евроденсът може общо да бъде описан като танцувална електронна музика, най-често с мелодични женски вокали свързани с любов, купонясване и антирасизъм, и енергични мъжки рапове, в повечето случаи без логика. Стилът варира между 130 и 160 BPM, като по-бързи са предимно италианските парчета.

## Класификация
Евроденс музиката се дели на няколко категории, най-известните, от които са:
- Класически евроденс. Парчетата най-често са изпълнявани от женски вокал, съпровождан от рап изпълнител. Има по-бавно темпо от модерния евроденс стил. Все още запазва аудиторията си и има много почитатели.

- Bubblegum Dance. Евроденс музиката в Дания е синтезиран вариант на Bubblegum поп музиката. Докато инструменталния стил е подобен на класическия стил в евроденса, текстовете на песните са много различни от класическите диско парчета. Този стил продължава да печели фенове и днес.

- Евро-транс. Подразделение на евроденса, повлияно основно от транс музиката. Парчетата съдържат много модерни ефекти, заложени в електронната музика.

- Модерен евроденс. В днешно време под евроденс се разбира проекти като Groove Coverage, Cascada, Tune Up!, Bass-T, Басхънтър и други. Те създават модерни версии и дават нов живот на много ретро парчета.

## Хитове
Най-символичните евроденс песни са 2 Unlimited – No Limit, Culture Beat – Mr. Vain, Snap! – Rhythm Is A Dancer, La Bouche - Be My Lover, Haddaway - What Is Love, DJ BoBo - Love is All Around, Real McCoy - Another Night, La Bouche-Sweet Dreams, Haddaway - Life, Anticappella - Move Your Body, Captain Hollywood Project - More and More, Scatman John - Scatman, ATC - Around the World (La La La La La), DJ BoBo - Somebody dance with me, Paradisio Ft Maria Garcia & Dj Patrick Samoy - Bailando

## Популярни евроденс изпълнители и групи от 90-те години
- Технотроник
- DJ BoBo
- 2 Brothers on the 4th Floor
- 2 Unlimited
- Alexia
- Басхънтър
- Double You
- La Bouche
- Le Click
- Real McCoy
- Da Buzz
- Corona
- Culture Beat
- Snap!
- Scatman John
- Cappella
- ICE MC
- Masterboy
- Haddaway
- Dr Alban
- Pandera
- Ace Of Base
- Cool Cut
- C-Block
- Stevie B
- Rozalla
- Eurodacer
- E-Rotic
- E-Type
- Black Box
- Linear
- B.G. The Prince Of Rap
- MAXX
- Captain Hollywood Project
- La Cream
- Beat System
- Bingoboys
- Amber
- Fun Factory
- Pharao
- Playhitty
- Basic Element
- Look Twice
- Loft
- K 'Da 'Cruz – (Радио Energy)
- Captain Jack
- SASH
- Everything But The Girl
- Erick E
- Gala
- Jam & Spoon
- Magic Affair
- No Mercy
- Melodie MC
- Mr. President